# Portugal en los Juegos Olímpicos de Vancouver 2010
Portugal estuvo representado en los Juegos Olímpicos de Vancouver 2010 por un deportista que compitió en esquí de fondo.  
El portador de la bandera en la ceremonia de apertura fue el esquiador Danny Silva. El equipo olímpico portugués no obtuvo ninguna medalla en estos Juegos.